# La bicicleta
"La bicicleta" é uma canção gravada pelo artista musical colombiano Carlos Vives, com a artista musical compatriota Shakira, que está presente no álbum de estúdio de Vives, intitulado Vives e no décimo primeiro álbum de estúdio de Shakira, El Dorado. A canção foi escrita por ambos os cantores e produzida por Andrés Castro e marca a primeira colaboração de Shakira com um colega colombiano. "La bicicleta" destina-se a representar os estilos musicais da porção caribenha da Colômbia. É uma canção com uma mistura de vários elementos musicais vallenato, pop latino e reggaeton, apresenta instrumentos de sopro indígenas e acordeões. Liricamente, é uma canção nostálgica, descrevendo o passeio do duo com uma bicicleta em lugares de sua infância.
A crítica especializada a avaliou positivamente, elogiando-a por sua melodia cativante e a inclusão de vários elementos da música colombiana. Após a sua divulgação, o single conseguiu atingir o top 10 em inúmeras paradas latinas da Billboard, incluindo o número dois nas Hot Latin Songs e um no Latin Pop Airplay. Um videoclipe para "La bicicleta" foi filmado em 19 de maio de 2016 em Barranquilla e Santa Marta sob a direção de Jaume de Laiguana. O videoclipe estreou em 8 de julho de 2016 e apresenta Shakira e Vives andando de bicicleta ao longo da costa caribenha da Colômbia, visitando suas cidades natal e em contato com os moradores locais. Após a sua divulgação o clipe recebido positivamente pelos críticos devido à sua natureza lúdica e representação precisa da cultura colombiana. A canção ganhou dois prêmios no 17º Grammy Latino nas categorias de Canção do Ano e Gravação do Ano.

## Antecedentes
Antes da colaboração em "La bicicleta", Carlos Vives e Shakira tinham planejado inúmeras vezes conceber uma parceria musicalmente. A música surgiu depois que Vives apresentou o material de seu próximo álbum, Vives, para sua gravadora Sony Music. Ele também enviou seu trabalho para Shakira, incluindo a canção que foi intitulada "Vallenato Desesperado" na época. Foi quando Shakira teve a primeira oportunidade de ouvir a música, ela imediatamente gostou e pediu a Vives permissão para colaborar com ele na canção. Ele aceitou a oferta e Shakira acrescentou várias linhas para a canção, que foi produzido por Andrés Castro, um colaborador de longa data de Vives. Foi ela quem propôs que fosse nomeado "La bicicleta" devido às inúmeras vezes que a palavra foi mencionada em toda a parte.
A faixa marca a primeira colaboração de Shakira com um colega colombiano. Durante uma entrevista, Vives revelou: "sempre sonhei escrever, produzir e gravar uma música com a Shakira para que juntos possamos mostrar a nossa Colômbia ao mundo. Ela levou a música do nosso país a alturas inimagináveis e finalmente conseguir colaborar com ela é uma realização deste sonho." Shakira também disse que a canção era representativa de ambos os artistas. Em 21 de maio de 2016, compareceu a uma coletiva de imprensa em Baranquilla, onde falou sobre a experiência de colaborar com Vives na canção, que ela descreveu como uma "homenagem à Colômbia em muitos aspectos". Shakira postou um trecho de "La bicicleta", juntamente a arte da capa do single em 24 de maio de 2016, revelando que a canção seria lançada em 27 de maio. A arte da capa para a canção caracteriza uma imagem da praia em estilo vintage, Leila Cabo, editora da Billboard, comparou isto a uma capa de vinil velha. "La Bicicleta"  foi disponibilizada para download digital em 27 de maio de 2016. "La bicicleta" foi lançado globalmente às estações de rádio em 20 de junho. Parte da promoção da música foi feita por ambas as contas de mídia social dos cantores.

## Composição
"La bicicleta" abre com um instrumento de sopro indígena colombiano e apresenta elementos de vallenato, pop, reggaeton e cumbia. Falando sobre sua composição, Vives notou que a dupla queria usar a flauta de millo, instrumento característico da música de Barranquilla e dos carnavais ali organizados, bem como acordeões de vallenato (executado na canção por Egidio Cuadrado) típicos de Santa Marta. Ele disse: "É verdadeiramente uma canção moderna, mas em seu conteúdo e essência, tem muitos elementos de nossa região e isso nos conectou". De acordo com Ana Marcos, editora do El País, o reggaeton é proeminente ao longo de toda a canção, a fim de aumentar seu apelo em discoteca fora da Colômbia. De acordo com Sofía Gómez G., do jornal El Tiempo, elementos de dancehall também podem ser ouvidos na canção. Liricamente, "La bicicleta" descreve o passeio de bicicleta da dupla pela orla da praia, exaltando sua a região e seu povo. Nota-se um tom nostálgico, porque suas letras revogam imagens de ambos as cidades-natal dos cantores. A longa amizade dos dois também é aludida através da letra de "La bicicleta". Shakira menciona seu marido Gerard Piqué durante suas falas, dizendo que se ele visitar o Parque Nacional Natural Tayrona, ele não iria querer voltar para Barcelona. Vives, durante sua parte solo na música, canta sobre os traços físicos mais conhecidas de Shakira.

## Recepção

### Recepção da crítica
A escritora Leila Cabo, da revista Billboard, considerou a música "cativante". Natalie Roterman do Latin Times também a chamou de "cativante e alegre".  Ana Marcos, do portal El País, nomeou "La bicicleta" candidata a canção do verão. Ela comentou como a canção conseguiu devolver a música colombiana à vanguarda do gênero latino, seguindo a fórmula estrutural de canções de outros artistas latinos contemporâneos. Javier Soto, da Univision, observou que as primeiras linhas, "nada vou fazer, rebuscando nas feridas do passado", foram cantadas com muita paixão por Vives e acrescentou que mais tarde a música conseguiu "combinar perfeitamente" os elementos de vallenato e reggaeton. Um escritor do jornal colombiano El Tiempo opinou que "La bicicleta" apresentava o som característico de Vives - uma mistura de música nacional colombiana com batidas urbanas. O jornal argentino Clarín sentiu que citar o nome do jogador de futebol, marido de Shakira, Piqué, foi uma estratégia promocional para aumentar as vendas da canção. Eliana Lopez da revista Variety reconheceu "La bicicleta" como representativa dos estilos de ambos os artistas e uma fusão de estilos musicais combinados "à perfeição". Ela acrescentou que é uma "canção fresca e simples, perfeita para dançar no verão".  Um escritor do portal E! Online reiterou suas declarações, escrevendo que a música "promete fazer todo o mundo dançar". Em outro artigo para a mesma publicação, chamou-a "canção do verão" que atua como uma trilha sonora para festas, passeios e pistas de dança na época certa do ano. Willy Varela Pupo, do jornal El Heraldo, considerou a trilha uma "colaboração histórica". Um jornalista do jornal mexicano Tiempo descreveu "La bicicleta" como divertida e sentiu que a dupla não só mostrou seus talentos cantando nela, mas também sua "bonita amizade".

### Recepção comercial
Nos EUA, "La Bicicleta" apareceu no número 22 no Bubbling Under Hot 100 Singles, uma extensão de 25 músicas da parada da Billboard Hot 100. O single conseguiu liderar a parada Latin Airplay para a semana que terminou em 18 de junho de 2016 com 17 milhões de impressões de público. "La Bicicleta" marcou a estreia do terceiro número de Vives e o segundo de Shakira; ele era o décimo segundo lugar no primeiro turno do ranking, tornando-o o terceiro artista masculino com a maioria dos números atrás de Ricky Martin e Enrique Iglesias e para Shakira, ele era o décimo primeiro, empatando com Gloria Estefan. Ele também liderou a parada da Billboard Tropical Songs, enquanto também aparece nos números 4 e 3 nos charts Hot Latin Songs e Latin Pop Songs, respectivamente. Ele vendeu 7.000 downloads em sua primeira semana que termina em 2 de junho de 2016, estreando no topo da parada Latin Digital Songs. Durante a semana de seu lançamento oficial de música, "La Bicicleta" fez um novo pico na Hot Latin Songs, passando para o número dois, com 2,2 milhões de córregos e 8,000 cópias digitais. Posteriormente, estreou no número 95 no Billboard Hot 100, tornando-se a primeira entrada de Vives nesse gráfico e o décimo oitavo de Shakira. "La Bicicleta" vendeu 110 mil cópias digitais de acordo com a Billboard Latin Year-End Chart publicado em 2016 e outras 48 mil cópias em 2017.
Na França, "La Bicicleta" estreou na posição de 168 em 4 de junho de 2016 e depois atingiu o pico de 30. Na Espanha, estreou no número sete na data de 5 de junho de 2016. Em sua quarta semana na parada, em 26 de junho de 2016, "La Bicicleta" mudou-se para uma nova posição de cinco naquele país e mais tarde no terceiro lugar em 3 de julho. Em 17 de julho de 2016, a música encabeçou o gráfico, onde liderou por 13 semanas consecutivas. Os Productores de Música de España (PROMUSICAE), a certificou com cinco vezes platina pelas vendas de 200 mil exemplares naquele país. Tornou-se um dos melhores singles vendidos da Espanha. Na Itália, a música estreou no número 83 e atingiu o máximo de 75, e no final de novembro foi certificada de ouro pela FIMI, pelas vendas superiores a 25 mil exemplares.

### Premiações
| Premiações | Premiações                       | Premiações | Premiações |
| Ano        | Categoria                        | Resultado  |            |
| ---------- | -------------------------------- | ---------- | ---------- |
| 2016       | Grammy Latino de Gravação do Ano | Venceu     |            |
| 2016       | Grammy Latino de Canção do Ano   | Venceu     |            |

## Videoclipe

### Antecedentes e lançamento
Um videoclipe para a música foi filmado em 19 de maio de 2016 nas cidades dos cantores Barranquilla de Shakira e Santa Marta de Vives. Foi dirigido pelo diretor e fotógrafo espanhol Jaume de Laiguana. Alguns dos locais onde foi filmado incluíam a escola de Pescaíto e o antigo colégio de Shakira. O conceito por trás disso era seguir a letras da música e permitir que Vives levasse Shakira para os lugares mais importantes onde cresceram. A dupla também queria mostrar a cultura colombiana aos seus espectadores, incluindo "lugares inesquecíveis", praias, campos de futebol. Várias imagens foram colocadas por ambos os artistas em suas respectivas contas no Instagram antes do lançamento do clipe. Antes de seu lançamento, Vives e Shakira compartilhavam inúmeras imagens mostrando-lhes andando de bicicleta e cercado por fãs. Durante uma entrevista com a Associated Press, Vives descreveu a cena como divertido e emocional para os cantores, pois eles se sentiam como se voltassem a ser "crianças de novo". Ele complementou ainda mais,

"O trabalho foi intenso, mas também delicioso. Tanto para Shaki como para mim, voltar a nosso terrar, além da carga emocional que isso teve para nós, foi maravilhoso. Estávamos realmente felizes em nossa bike, cantando em nossas bicicletas. Nós queriamos fazer tudo com os pés descalços. Nós passeamos alegremente em vários lugares ... E assistindo Shaki contente, feliz, reunindo-se com seus amigos, com seu povo, acho que o vídeo registrou uma energia muito especial."

Um lyric video da música foi lançado na conta oficial do Vevo de Vives em 10 de junho de 2016. Possui imagens de vários lugares na Colômbia, com efeitos vintage e cartões postais de diferentes lugares ao redor do mundo. Em 6 de julho de 2016, Shakira compartilhou um video do videoclipe de "La Bicicleta" em sua conta no Instagram, revelando que seria lançado dois dias depois. O snippet apresentou-a tremendo seus quadris e Vives colocando duas bicicletas na parte de trás de um caminhão.

### Sinopse
O vídeo de "La bicicleta" estreou na conta de Vives na plataforma Vevo em 8 de julho de 2016. O vídeo inicia com fotos de Vives encostado em uma parede e Shakira no meio de um grupo de pessoas que gritam seu nome e batem palmas enquanto ela dança com seus quadris. O clipe mostra Shakira ficando preso no trânsito enquanto viaja em um jipe e decide continuar a pé. Carlos Vives, em seguida, aparece oferecendo-lhe uma bicicleta para continuar sua viagem pela costa do Caribe. Durante seu passeio, eles vêem várias paisagens da Colômbia, incluindo a ponte de Pumarejo, a escola de Shakira La Enseñanza e as praias onde as pessoas são vistas jogando futebol. Shakira e Vives se juntam a eles vestindo camisas das equipes Junior Barranquilla. e Unión Magdalena, respectivamente. Várias cenas também mostram que a dupla se envolve em uma "batalha de dança" onde as danças de Shakira incluem mover seus quadris. Ao longo do clipe também são apresentados fãs dos cantores e vários cenários entrelaçados. O videoclipe termina com Shakira e Vives se abraçando.

### Recepção critica
Diana Marti, escrevendo para E! Online observou como o clipe tornaria os telespectadores "apaixonados" pela Colômbia e pela beleza de suas cidades e praias. Griselda Flores da Billboard também foi positiva nas belas paisagens e descreveu o clipe como "colorido e divertido". Nichole Fratangelo, da revista Latina, concluiu que a dupla parecia "sentir-se de volta em casa com amigos e fãs" e observou "Como se os dois cantores não estivessem animados o suficiente, eles também são vistos com tênis de futebol do FC Barcelona, em apoio do marido de Shak Gerard Piqué". Ela terminou sua revisão, avisando os leitores para ver o clipe para vislumbrar "toda a beleza e diversão que é a Colômbia". Um jornalista do El Tiempo, sentiu que Shakira chamou a atenção de todos com seus "inesquecíveis movimentos de quadril". Suzette Fernández, escrevendo para a Telemundo, considerou que era um "belo passeio" por toda a Colômbia, sua cultura e pessoas, com um "toque especial" das danças de quadril de Shakira. Um escritor da E! Online, descreveu-o como uma viagem "inesquecível" pela Colômbia, suas paisagens e cultura. Eliana Lopez, da Variety Latino, observou como o clipe continha "uma vibração muito tropical e fresca" como a própria canção. Mónica Quintero Restrepo do jornal El Colombiano, descreveu o clipe como "ágil e brincalhão" e no estilo dos dois cantores. Um escritor da Colômbia.com, encontrou várias cenas "espontâneas" apresentadas nela. Uma jornalista da Musica Terra, destacou a dança "sexy" de Shakira no vídeo, que incluiu os movimentos "explosivos" de seus quadris. A. Marcos do El País, observou que, ao contrário do clipe anterior de Vives "La Tierra del Olvido", que serviu de promoção turística para a Colômbia, o de "La Bicicleta" foi um vídeo mais íntimo que mostrava como os colombianos viviam. Ele também notou como a dupla usava várias referências de futebol para "aglutinar" seus espectadores. No Premio lo Nuestro em 2017, o clipe recebeu o prêmio de Vídeo do Ano. Até outubro de 2017, o clipe já tinha recebido mais de 1,0 bilhão de visualizações no YouTube.

## Performances ao vivo
Foi anunciado que Vives e Shakira interpretariam a música juntos no American Music Awards de 2016 e no 17.º Grammy Latino, mas Shakira cancelou as duas apresentações devido a questões pessoais. Vives apareceu nas apresentações sozinho no último show de premiação que aconteceu em 17 de novembro de 2016 no Paradise, Nevada, cercado por inúmeros bailarinos. Ele também deu outra performance de "La bicicleta" no programa argentino Susana Giménez, no mês de novembro do mesmo ano.
Beto Perez, o dançarino de zumba inventou um treino com uma coreografia de dança para a música, reunindo mais de 4.000 pessoas na Argentina; Seus vídeos do evento foram carregados no canal oficial do Youtube de Shakira.
O cantor colombiano Maluma postou no trecho de uma versão remix de "La Bicicleta" com seus vocais em sua conta Instagram em 21 de julho de 2016, que incluiu o nome da lista dos cantores. Todo o remix foi carregado no Vevo no dia 19 de agosto de 2016. Ele abre com novas letras cantadas por Maluma, contém elementos de dembow urbano e tem uma duração de 4:15. Um escritor da revista People en Español, opinou que Maluma acrescentou "impressão mais fresca" à música que a tornou mais bailavel do que a original. O cantor cantou o remix de "La Bicicleta" durante sua apresentação no Festival Internacional da Canção de Viña del Mar de 2017 em 24 de fevereiro em Viña del Mar, Chile.

## Desempenho nas tabelas musicais
| Chart (2016)                                 | Maior posição |
| -------------------------------------------- | ------------- |
| Argentina (Monitor Latino)                   | 2             |
| Argentina Digital Songs (CAPIF)              | 1             |
| Bélgica (Ultratip Bubbling Under da Valônia) | 29            |
| Chile (Monitor Latino)                       | 1             |
| Colômbia (National-Report)                   | 1             |
| Equador (Monitor Latino)                     | 1             |
| Espanha (PROMUSICAE)                         | 1             |
| Estados Unidos (Billboard Hot 100)           | 95            |
| Estados Unidos (Billboard Hot Latin Songs)   | 2             |
| Estados Unidos (Billboard Tropical Airplay)  | 1             |
| França (SNEP)                                | 30            |
| Guatemala (Monitor Latino)                   | 1             |
| Itália (FIMI)                                | 75            |
| México (Monitor Latino)                      | 1             |
| Portugal (AFP)                               | 2             |
| Romênia (Airplay 100)                        | 3             |
| Suíça (Schweizer Hitparade)                  | 54            |
| Suíça (Romandie)                             | 15            |
| Venezuela (Monitor Latino)                   | 1             |

| Chart (2016)                          | Posição |
| ------------------------------------- | ------- |
| Argentina (CAPIF)                     | 2       |
| Argentina (Monitor Latino)            | 4       |
| Espanha (PROMUSICAE)                  | 3       |
| EUA (Billboard Hot Latin Songs)       | 4       |
| EUA (Billboard Latin Airplay Songs)   | 3       |
| EUA (Billboard Latin Digital Songs)   | 9       |
| EUA (Billboard Latin Streaming Songs) | 24      |

## Certificações
| Brasil (PMB) | 2× Platina        | 80,000‡    |
| Canadá (Music Canada) | Ouro              | 40,000‡    |
| Espanha (PROMUSICAE) | 7× Platina        | 280,000‡   |
| Estados Unidos (RIAA) | 27× Platina       | 1,620,000‡ |
| França (SNEP) | Ouro              | 75,000‡    |
| Itália (FIMI) | Platina           | 50,000‡    |
| México (AMPROFON) | Platina× Diamante | 540,000‡   |
| Portugal (AFP) | Platina           | 10,000‡    |
| Suíça (IFPI Schweiz) | Ouro              | 15,000‡    |
| * Número de vendas definido com base apenas no nível de certificação. ^ Número de embarques definido com base apenas no nível de certificação. ‡vendas+streaming definido com base apenas no nível de certificação. |                   |            |